# Colli di Scandiano e di Canossa Pinot
Il Colli di Scandiano e di Canossa Pinot è un vino DOC la cui produzione è consentita nella provincia di Reggio Emilia.

## Caratteristiche organolettiche
- colore: giallo paglierino o rosato
- odore: intenso, caratteristico
- sapore: asciutto, armonico, fresco, pieno, vellutato

## Indicazioni in etichetta
Possono essere inserite in etichetta le indicazioni "frizzante" o "spumante".
Il "frizzante" prevede la presenza di una spuma "vivace, evanescente".
Lo spumante invece presenta una spuma "fine e persistente", l'odore dev'essere "caratteristico, delicato, fine", ed il sapore è definito "sapido, fresco, armonico, asciutto, pieno, vellutato, secco". Viene prodotto con uve con un titolo alcolometrico del 9,5%.

## Produzione
Provincia, stagione, volume in ettolitri
- Reggio  Emilia  (1996/97)  137,9